# Genevieve
Genevieve é uma comédia britânica de 1953 produzida e dirigida por Henry Cornelius e escrita por William Rose. O filme é estrelado por John Gregson,Dinah Sheridan, Kenneth More e Kay Kendall onde dois casais disputam um rali de carros antigos. A trilha sonora foi composta e interpretada por Larry Adler, com números de dança por Eric Rogers.
O filme ganhou em o prêmio BAFTA Award for Best Film como melhor filme inglês .
O filme faz parte da lista dos 1000 melhores filmes de todos os tempos do The New York Times